# Shaft (película de 1971)
Shaft (conocida en español como Las noches rojas de Harlem en España y por su título original en Argentina y México) es una película estadounidense de 1971 dirigida por Gordon Parks y producida por la Metro-Goldwyn-Mayer. Está considerada como uno de los hitos más representativos del género llamado blaxploitation.

## Sinopsis
Se trata de una película de acción con elementos del género conocido como "blaxploitation". Shaft cuenta la historia de un detective privado negro, John Shaft, que recorre Harlem y los barrios de la mafia italiana para encontrar a una mujer que puede testificar contra el hijo de un importante empresario blanco, acusado de haber matado a un hombre negro. La historia fue adaptada por Ernest Tidyman y John D. F. Black a partir de la novela homónima publicada por el propio Tidyman en 1971.
La banda sonora, Shaft, compuesta por Isaac Hayes alcanzó como la película un gran éxito, logrando su hit "Theme from Shaft" el Óscar a la mejor canción original.

## Reparto
- Richard Roundtree: John Shaft
- Moses Gunn: Bumpy Jonas
- Charles Cioffi: Vic Androzzi
- Christopher St. John: Ben Buford
- Gwenn Mitchell: Ellie Moore
- Lawrence Pressman: Sargento Tom Hannon
- Antonio Fargas: Bunky
- Gertrude Jeannette: La vieja
- Ed Bernard: Peerce
- Gordon Parks: El propietario del apartamento (no acreditado)

## Secuelas y remakes
Se llevaron a cabo dos secuelas, Shaft vuelve a Harlem (de título original Shaft's Big Score) en 1972 y Shaft en África en 1973. Posteriormente se llevó a cabo una serie de televisión durante la temporada 1973-1974 en la cadena CBS.
En 2000 se realizó una secuela, Shaft. The Return, con Samuel L. Jackson en el papel principal.
En 2019, Netflix lanzó  una nueva secuela de, Shaft, con Samuel L. Jackson, Jessie Usher y Richard Roundtree, tres generaciones de Shaft.